# Шевченко, Марк Александрович
Марк Александрович Шевченко (укр. Марко Олександрович Шевченко; род. 10 августа 1969, Киев) — украинский дипломат, историк. Чрезвычайный и Полномочный Посол Украины в Молдове (2019—2024).

## Биография
Родился 10 августа 1969 года в Киеве. В 1992 году окончил Киевский национальный университет им. Шевченко, исторический факультет. В 1994 году окончил аспирантуру Киевского национального университета им. Т. Шевченко. Кандидат исторических наук. Владеет румынским, русским и английским языками.
В 1994—1997 годах — третий секретарь, второй секретарь Департамента двустороннего сотрудничества Министерства иностранных дел Украины.
В 1997—2001 годах — второй секретарь, первый секретарь по политическим вопросам Посольства Украины в Румынии.
В 2001—2003 годах — первый секретарь, советник Департамента двустороннего сотрудничества Министерства иностранных дел Украины.
В 2003—2007 годах — советник по политическим вопросам Посольства Украины в Республике Молдова.
В 2007—2012 годах — исполняющий обязанности начальника отдела, начальник отдела по политическим вопросам Министерства иностранных дел Украины.
С 19 апреля по 18 ноября 2012 года — временный поверенный в делах Украины в Оттаве (Канада).
С декабря 2012 по ноябрь 2014 — Советник по политическим вопросам Посольства Украины в Канаде.
С 27 ноября 2014 по 22 сентября 2015 года — Временный поверенный в делах Украины в Канаде.
С 18 декабря 2019 по 29 марта 2024 года — Чрезвычайный и Полномочный Посол Украины в Республике Молдова.
24 августа 2021 года присвоен дипломатический ранг Чрезвычайного и Полномочного Посланника второго класса.

## Личная жизнь
Женат, воспитывает двух сыновей.

## Автор публикаций
Автор более 20 публикаций по украинской истории и современной румынской внешней политике.

## Награды
- Почётные грамоты Министерства иностранных дел